# Gustav von Schwab
Hermann Gustav von Schwab (* 29. Dezember 1853 in Stuttgart; † 24. September 1912 ebenda) war ein deutscher Jurist.

## Leben
Er studierte von 1872 bis 1877 Rechtswissenschaften in Tübingen, Neuchâtel und Leipzig. Seit 1872 war er Mitglied der Studentenverbindung Akademische Gesellschaft Stuttgardia Tübingen.
Er trat in den württembergischen Justizdienst ein und wurde 1881 Amtsrichter, 1886 Landrichter und 1893 Landgerichtsrat. Im württembergischen Justizministerium war er ab 1897 Ministerialrat und von 1904 bis 1908 als Ministerialdirektor höchster Beamter und Vertreter der Minister Wilhelm August von Breitling und Friedrich von Schmidlin. 1908 wurde er wirklicher Staatsrat und ordentliches Mitglied des Geheimen Rats. Er war Mitglied des Verwaltungsgerichtshofs.
Schwab war evangelischer Konfession, verheiratet und hatte sechs Kinder. Sein Großvater war der Schriftsteller Gustav Schwab.

## Auszeichnungen
- 1893: Ritterkreuz I. Klasse des Friedrichs-Ordens[2]
- 1902: Ehrenkreuz des Ordens der Württembergischen Krone, welches mit dem persönlichen Adelstitel (Nobilitierung) verbunden war[3]